# Йонас Дайхманн
Йонас Дайхманн (нім. Jonas Deichmann; нар. 15 квітня 1987 року в Штутгарті) — німецький письменник, мотиваційний спікер, спортсмен-екстремал і шукач пригод. Йонас є володарем численних світових рекордів у велоспорті, триатлоні та на витривалість. Йонас відомий у всьому світі як «німецький Форрест Гамп».
Про одну з його подорожей написана книга-бестселер під назвою «Das Limit bin nur ich». Існує також однойменний документальний фільм.